# Därstetten
Därstetten là một đô thị ở huyện Niedersimmental ở bang Bern ở Thụy Sĩ. Đô thị này có diện tích 32,8 km², dân số năm 2005 là 882 người.